# Franciszek Rudnicki (konsyliarz)
Franciszek Rudnicki herbu Lis (ur. ok. 1749 roku w województwie brzeskokujawskim) – asesor z powiatu inowrocławskiego w 1788, konsyliarz konfederacji targowickiej powiatu bracławskiego, porucznik 1. Brygady Kawalerii Narodowej. 